# Anne Ramsey
Angelina „Anne” Ramsey (Omaha, 1929. március 27. – Hollywood, 1988. augusztus 11.) amerikai színpadi és filmszínésznő.
Legismertebb alakításai közé tartozik Mama Fratelli a Kincsvadászok (1985) című kalandfilmben és a Danny DeVito által alakított főszereplő édesanyja, Mrs. Lift a Dobjuk ki anyut a vonatból! (1987) című filmvígjátékban. Utóbbiért Golden Globe- és Oscar-jelöléseket kapott legjobb női mellékszereplő kategóriában.

## Fiatalkora és pályafutása
Angelina Mobley néven született a nebraskai Omahában, Eleanor (leánykori nevén Smith) és Nathan Mobley gyermekeként. Édesanyja pénztárnok volt az amerikai leánycserkészek szövetségénél, édesapja egy biztosítótársaságnál dolgozott. Ramsey New York Great Neck nevű régiójában, illetve a connecticuti Greenwichben nevelkedett. A Bennington Főiskola hallgatójaként kezdett el érdeklődni a színházművészet iránt. Az 1950-es években Broadway-produkciókban lépett fel, 1954-ben ment feleségül Logan Ramsey színészhez. Philadelphiába költözésük után közösen alapították meg a Theatre of Living Arts intézményt.
Az 1970-es években sikeres hollywoodi karrierbe kezdett, karakterszínészként olyan televíziós programokban tűnt fel, mint A farm, ahol élünk, a Wonder Woman, a Three's Company és az Ironside. Férjével hét filmben szerepelt közösen, közéjük tartozik legelső, The Sporting Club (1971) és legutolsó, Meet the Hollowheads (1989) című filmje is. Együtt játszott olyan színészekkel is, mint Clint Eastwood, Barbra Streisand és Nick Nolte.
1988-ban Oscar-díjra jelölték legjobb női mellékszereplő kategóriában, valamint a legjobb női mellékszereplőnek járó Golden Globe-jelölést is szerzett a Dobjuk ki anyut a vonatból! című vígjátékban nyújtott alakításáért. A szerepért egy második Szaturnusz-díjat is elnyert, szintén legjobb női mellékszereplő kategóriában. Az elsőt az 1985-ös Kincsvadászok című filmjével érdemelte ki.

## Betegsége és halála
Későbbi szereplései során védjegyévé vált egybefolyó beszéde egy 1984-es műtét következménye volt, melynek során – nyelőcsőrák miatt – eltávolították nyelve és állkapcsa egy részét. 1988-ban kiújuló betegsége végzett vele. A Los Angeles Woodland Hills városrészében található Motion Picture & Television Country House and Hospital elnevezésű idősek otthonában hunyt el 1988 augusztusában. 
Férjével való hosszú házassága alatt nem születtek gyermekei.

## Filmográfia

### Film
| Év   | Magyar cím                  | Eredeti cím                      | Szerep               | Magyar hang    |
| ---- | --------------------------- | -------------------------------- | -------------------- | -------------- |
| 1971 |                             | The Sporting Club                | Scott felesége       |                |
| 1972 | Nagyvárosi légió            | The New Centurions               | őrült férfi felesége |                |
| 1972 | Enyém, tied, miénk          | Up the Sandbox                   | Battleaxe            |                |
| 1974 | Az orrszarvú                | Rhinoceros                       | macskás nő           |                |
| 1974 | Csak a férjem meg ne tudja! | For Pete's Sake                  | telefonos ügyintéző  | Halász Aranka  |
| 1976 | Déltől háromig              | From Noon till Three             | nagydarab nő         |                |
| 1977 | Mókás páros                 | Fun with Dick and Jane           | jelentkező állásra   |                |
| 1978 | Irány délre!                | Goin' South                      | vénlány              |                |
| 1979 |                             | When You Comin' Back, Red Ryder? | Rhea Childress       |                |
| 1980 |                             | The Black Marble                 | Bessie Callahan      |                |
| 1980 | Bármi áron                  | Any Which Way You Can            | Loretta Quince       |                |
| 1981 | Mulató a sztrádán           | Honky Tonk Freeway               | televíziós szakács   |                |
| 1982 | Haláli suli-buli            | National Lampoon's Class Reunion | Mrs. Tabazooski      | Czigány Judit  |
| 1984 |                             | The Killers                      | hajléktalan          |                |
| 1985 | Kincsvadászok               | The Goonies                      | Mama Fratelli        | Győri Ilona    |
| 1986 |                             | Say Yes                          | polgármester         |                |
| 1986 | Ösztöndíjjal a pokolba      | Deadly Friend                    | Elvira Parker        | Pásztor Erzsi  |
| 1987 |                             | Love at Stake                    | öreg boszorkány      |                |
| 1987 |                             | Weeds                            | Mom Umstetter        |                |
| 1987 | Dobjuk ki anyut a vonatból! | Throw Momma from the Train       | Mrs. Lift            | Tábori Nóra    |
| 1987 | Dobjuk ki anyut a vonatból! | Throw Momma from the Train       | Mrs. Lift            | Halász Aranka  |
| 1987 | Dobjuk ki anyut a vonatból! | Throw Momma from the Train       | Mrs. Lift            | Bessenyei Emma |
| 1988 |                             | Dr. Hackenstein                  | Ruby Rhodes          |                |
| 1988 | Szellemes karácsony         | Scrooged                         | nő a menhelyen       | Győri Ilona    |
| 1989 |                             | Meet the Hollowheads             | Babbleaxe            |                |
| 1989 | Mennyei szerencse           | Another Chance                   | Leadlady             |                |
| 1989 | Országúti vagányok          | Homer and Eddie                  | Edna                 | Némedi Mari    |

### Televízió
| Év        | Magyar cím            | Eredeti cím                         | Szerep               | Megjegyzések |
| --------- | --------------------- | ----------------------------------- | -------------------- | ------------ |
| 1972      |                       | Ironside                            | motelmenedzser       | 1 epizód     |
| 1972      |                       | Banyon                              | Mrs. Hendricks       | 1 epizód     |
| 1973      |                       | The Third Girl from the Left        | Madelaine            | tévéfilm     |
| 1974      |                       | The Law                             | Eleanor Bleisch      | tévéfilm     |
| 1975–1977 |                       | Wonder Woman                        | taxisofőr / Connie   | 2 epizód     |
| 1976      |                       | Mary Hartman, Mary Hartman          | Bernadette nővér     | 1 epizód     |
| 1976      |                       | Delvecchio                          | Mrs. Bellows         | 1 epizód     |
| 1976      | Egy szökött tinédzser | Dawn: Portrait of a Teenage Runaway | könyvtáros           | tévéfilm     |
| 1976      |                       | The Boy in the Plastic Bubble       | Rachel               | tévéfilm     |
| 1978      | A farm, ahol élünk    | Little House on the Prairie         | Mrs. Schiller        | 1 epizód     |
| 1978      | A szerelem ajándéka   | The Gift of Love                    | Maeve O'Hollaran     | tévéfilm     |
| 1978      |                       | ABC Afterschool Specials            | ápolónő              | 1 epizód     |
| 1979–1982 |                       | Laverne & Shirley                   | hölgy / gyilkos      | 2 epizód     |
| 1979      |                       | CHiPs                               | Betty Jo nővér       | 1 epizód     |
| 1979      | Starsky és Hutch      | Starsky és Hutch                    | Evon / Gertrude      | 1 epizód     |
| 1980      |                       | White Mama                          | Heavy Charm          | tévéfilm     |
| 1981      |                       | A Small Killing                     | Doris                | tévéfilm     |
| 1982      |                       | Marian Rose White                   | tanár                | tévéfilm     |
| 1983      |                       | I Want to Live!                     | matróna              | tévéfilm     |
| 1983      |                       | Herndon                             | Miss Helter          | tévéfilm     |
| 1983      |                       | Three's Company                     | nő a bankautomatánál | 1 epizód     |
| 1984      | Gyilkos sorok         | Murder, She Wrote                   | táskás hölgy         | 1 epizód     |
| 1984      | Családi kötelékek     | Family Ties                         | Mrs. Warfield        | 1 epizód     |
| 1984      |                       | The Seduction of Gina               | nő a buszon          | tévéfilm     |
| 1984      |                       | Getting Physical                    | nő a rendőrségen     | tévéfilm     |
| 1985      | Zsarublues            | Hill Street Blues                   | Mrs. Scalisi         | 1 epizód     |
| 1985      |                       | Night Court                         | Edna Sneer           | 1 epizód     |
| 1986      | Knight Rider          | Knight Rider                        | őr                   | 1 epizód     |
| 1988      | Alf                   | ALF                                 | Ethel Buttonwood     | 1 epizód     |
| 1988      |                       | Good Old Boy: A Delta Boyhood       | The Hag              | tévéfilm     |

## Díjak és jelölések
| Év   | Díj              | Kategória                  | Jelölt mű                   | Eredmény |
| ---- | ---------------- | -------------------------- | --------------------------- | -------- |
| 1985 | Szaturnusz-díj   | legjobb női mellékszereplő | Kincsvadászok               | Elnyerte |
| 1987 | Szaturnusz-díj   | legjobb női mellékszereplő | Dobjuk ki anyut a vonatból! | Elnyerte |
| 1987 | Oscar-díj        | legjobb női mellékszereplő | Dobjuk ki anyut a vonatból! | Jelölve  |
| 1987 | Golden Globe-díj | legjobb női mellékszereplő | Dobjuk ki anyut a vonatból! | Jelölve  |

## Fordítás
- Ez a szócikk részben vagy egészben  az   Anne Ramsey című angol Wikipédia-szócikk ezen változatának fordításán alapul.  Az eredeti cikk szerkesztőit annak laptörténete sorolja fel. Ez a jelzés csupán a megfogalmazás eredetét és a szerzői jogokat jelzi, nem szolgál a cikkben szereplő információk forrásmegjelöléseként.